# Courtney LaPlante
Courtney Stringer, beter bekend als Courtney LaPlante (Bangor, 26 februari, 1989) is een Amerikaans-Canadese zangeres en singer-songwriter. LaPlante is de huidige zangeres van metalband Spiritbox, de band die zij samen met haar man Mike Stringer heeft opgericht. Hiervoor speelde LaPlante samen met Stringer in bands als Unicron en Iwrestledabearonce. LaPlante is een veelzijdige zangeres: naast een groot zangbereik gebruikt zij ook verschillende manieren van grunten in haar muziek.

## Biografie
LaPlante werd geboren in Maine en is opgegroeid in verschillende plaatsen in Alabama. Na de scheiding van haar ouders, verhuisde zij op 15-jarige leeftijd met haar moeder naar Canada. Toen ze 18 was, richtte ze samen met haar broer de band Unicron op. Deze band maakte eerst muziek in de rockstijl van Rage Against the Machine en later veranderde dit in metal en metalcore. In 2012 verliet LaPlante Unicron om de positie van zangeres in Iwrestledabearonce over te nemen van Krysta Cameron nadat deze met zwangerschapsverlof ging. Na vier jaar verliet ze deze band samen met Stringer omdat zij zich op een nieuw project wilden richten, dit resulteerde in Spiritbox.